# U.S. Men's Clay Court Championships 1999 - Qualificazioni doppio
Le qualificazioni del doppio  dell'U.S. Men's Clay Court Championships 1999 sono state un torneo di tennis preliminare per accedere alla fase finale della manifestazione. I vincitori dell'ultimo turno sono entrati di diritto nel tabellone principale. In caso di ritiro di uno o più giocatori aventi diritto a questi sono subentrati i lucky loser, ossia i giocatori che hanno perso nell'ultimo turno ma che avevano una classifica più alta rispetto agli altri partecipanti che avevano comunque perso nel turno finale.
Le qualificazioni del doppio del torneo U.S. Men's Clay Court Championships 1999 prevedevano 4 coppie partecipanti di cui una è entrata nel tabellone principale.

## Teste di serie
1. Michael Hill /  Scott Humphries (ultimo turno)

1. Bobby Kokavec /  Andrew Painter (primo turno)

## Qualificati
1. Karsten Braasch  /   Dirk Dier

## Tabellone

### Legenda
| - Q = Qualificato - WC = Wild card - LL = Lucky loser | - ALT = Alternate - SE = Special Exempt - PR = Protected Ranking | - w/o = Walkover - r = Ritirato - d = Squalificato |

|  | Primo turno | Primo turno                      | Primo turno                  | Primo turno | Primo turno |  |  | Ultimo turno | Ultimo turno                 | Ultimo turno                 | Ultimo turno | Ultimo turno |  |
|  |             |                                  |                              |             |             |  |  |              |                              |                              |              |              |  |
|  | 1           | Michael Hill Scott Humphries     | 4                            | 6           | 6           |  |  |              |                              |                              |              |              |  |
|  |             | Ricardo Schlachter Paulo Taicher | 6                            | 2           | 1           |  |  | 1            | Michael Hill Scott Humphries | Michael Hill Scott Humphries | 2            | 2            |  |
|  |             | Karsten Braasch Dirk Dier        | Karsten Braasch Dirk Dier    | 6           | 6           |  |  |              | Karsten Braasch Dirk Dier    | Karsten Braasch Dirk Dier    | 6            | 6            |  |
|  | 2           | Bobby Kokavec Andrew Painter     | Bobby Kokavec Andrew Painter | 4           | 4           |  |  |              |                              |                              |              |              |  |